# 西高地省
西高地省是巴布亞紐幾內亞的高地省份之一，省會位於芒特哈根。西高地省面積8,500平方公里，人口440,025（2000年人口調查）。